# Референдум о Дану Републике Српске
Референдум о Дану Републике Српске расписан је 15. јула 2016. и одржао се 25. септембра 2016. године.
Референдумско питање је било: „Да ли подржавате да се 9. јануар обиљежава и слави као Дан Републике Српске?”

## Позадина

### Усвајање Декларације о Дану Републике
Народна скупштина Републике Српске је 17. априла 2015. године усвојила Декларацију о Дану Републике Српске. Повод за доношење Декларације био је захтјев бошњачког члана Предсједништва БиХ Бакира Изетбеговића Уставном суду БиХ у којем је тражио оцјену уставности Закона о празницима Републике Српске ради спорног прослављања Дана Републике 9. јануара.
Декларација је усвојена са 63 гласа „за” и 3 гласа „против”. Против декларације били су посланици клуба Коалиције „Домовина”, коју чине посланици из СДА, ХСП-а БиХ и Странке за БиХ.
У Декларацији се наводи да је оспоравање одредаба Закона о празницима Републике Српске у Уставном суду БиХ „искључиво политички, а не правно заснован акт, чији је прикривени циљ негација легалитета и легитимитета РС и дејтонског уставноправног поретка Босне и Херцеговине”. Даље се наводи да су празници Републике Српске утемељени на начелу „недискриминације и да не угрожавају национални и вјерски идентитет и равноправност ни једног од три конститутивна народа и да одговарају универзалним вриједностима, европским тековинама и искуствима”.
У Декларацији пише да је „неприхватљиво да се у поступку оцјењивања уставности оспорених одредаба Закона цијене политички и историјски догађаји због којих је 9. јануар одређен као Дан Републике”.
Напомиње се да је Народна скупштина РС још 2007. године провела ранију одлуку Уставног суда БиХ и донијела нови Закон о празницима гдје је Дан Републике одређен као републички, секуларни празник, док су вјерски празници уређени другим законом. Дан Републике није повезан са Светим Стефаном нити било којим другим вјерским празником. То је потврђено у тачкама 36. и 38. Поднеска Венецијанске комисије из 14. октобра 2013. године, који је сачињен на захтјев Уставног суда БиХ.
Народна скупштина у Декларацији је навела да „неће укидати Дан Републике, уколико би Уставни суд БиХ евентуално донио одлуку којом се члан 2.б) и 3.б) Закона о празницима Републике Српске проглашавају неуставним”. Такође, у Декларацији је позвана Парламентарна скупштина БиХ да донесе Закон о Уставном суду БиХ, гдје се такође наводи потреба за другачијим именовањем страних судија које именује предсједник Европског суда за људска права.

### Одлука Уставног суда БиХ
Уставни суд БиХ је 26. новембра 2015. године донио одлуку којом је установио да члан 3.б) Закона о празницима Републике Српске није у складу са члановима I/2, II/4. Устава БиХ и члановима 1.1 и 2.а те 2.ц Међународне конвенције о укидању свих облика расне дискриминације те чланом 1. Протокола бр. 12 уз Европску конвенцију за заштиту људских права и темељних слобода. Захтјев за оцјену члана Закона Уставном суду поднио је бошњачки члан Предсједништва Бакир Изетбеговић. Одлука је донесена пет према три; тројица страних и двојица бошњачких судија одлуку су донијели прегласавањем двојице српских и једног хрватског судије, док је други хрватски судија био одсутан.
Разлог овакве одлуке био тај што је на тај дан и слава Светог Стефана. Суткиња Суада Паравлић коментарисала је да није оспорено право Републици Српској да обиљежава свој дан, само да то не може бити 9. јануар, те је образложила да је „разлог зашто не може да буде [9. јануар је] управо онај разлог због кога је тај датум и одређен као Дан Републике”.
Одлуком је ријешено да није укинут сам Закон нити Дан Републике, али је наложено Народној скупштини да у року од шест мјесеци усагласи спорни члан Закона о празницима с одлуком Суда.

### Реакције на одлуку

#### Српска реакција
Миле Дмичић, члан делегације која је пред Уставним судом заступала Републику Српску, прокоментарисао је како се ради о секуларном, а не вјерском празнику, те да је одлука Уставног суда политичка, а не правна. Драган Чавић, такође члан делегације, иронично је изјавио како би по истом принципу требало укинути и Дан потписивања Дејтонског споразума који се обиљежава у Републици Српској јер се исти дан, 21. новембра, обиљежава вјерски празник Аранђеловдан.
Одмах након објаве одлуке, предсједник Републике Српске Милорад Додик изјавио је да „Република Српска остаје при свом празнику и да никакав суд то не може оспорити”. Додик је критиковао и ранију праксу суда којом се одлуке доносе прегласавањем од стране страних и бошњачких судија над српским и хрватским судијама, а окарактерисао је Уставни суд као „муслимански суд против Срба”.
Српски члан Предсједништва БиХ Младен Иванић одлуку је коментарисао непотребном те је изјавио да је реално очекивати да иста остане непроведена. За одлуку је рекао да је „један од примјера најгорих могућих одлука које је неко могао направити у овом тренутку”, те да ће „вратити БиХ уназад”. За себе је рекао да неће поштовати одлуку јер је сматра непоштеном и некоректном.
Српски политички лидери су 29. новембра 2015. године потписали заједничку изјаву у којој су се договорили о одржавању референдума о прихватању одлуке Уставног суда о Дану Републике Српске. Позвали су Народну скупштину да одбаци ову и све будуће одлуке Уставног суда донесене прегласавањем, а које задиру у статусна питања Републике Српске. Изјаву су потписали Милорад Додик (предсједник Републике Српске и СНСД-а), Недељко Чубриловић (предсједник Народне скупштине РС), Жељка Цвијановић (предсједница Владе РС), Младен Иванић (српски члан Предсједништва БиХ), Мирко Шаровић (замјеник предсједавајућег Савјета министара БиХ), Огњен Тадић (предсједавајући Дома народа ПС БиХ), Младен Босић (СДС), Бранислав Бореновић (ПДП), Марко Павић (ДНС), Петар Ђокић (СП) и Драган Чавић (НДП).
Српски лидери су у изјави од 29. новембра позвали Парламентарну скупштину БиХ да у року од 120 дана донесе Закон о Уставном суду који би подразумијевао доношење одлука са учешћем најмање једног судије из свих конститутивних народа и оба ентитета, те да по новом закону не буде страних судија.

#### Бошњачка реакција
Бошњачка страна реаговала је задовољно на одлуку Уставног суда БиХ.
Бошњачки члан Предсједништва БиХ и лидер СДА Бакир Изетбеговић, на чији је захтјев покренуто доношење одлуке, поздравио је одлуку Уставног суда БиХ. Изетбеговић је коментарисао да „мевлудима и славама не треба обиљежавати државне празнике”. Додао је да је БиХ „и српска и хрватска и бошњачка и свих грађана који у њој живе и сваки њен ентитет, укључујући РС је и српски и бошњачки и хрватски и свих грађана који у том ентитету живе”. Одбацио је оптужбе да се одлуком штети Републици Српској те додао да проведба одлуке „само може стабилизовати тај ентитет и учинити га бољим”. Изетбеговић је позвао српске лидере да проведу одлуку Уставног суда БиХ. Међутим, Изетбеговић је изразио сумњу да ће одлука бити проведена у заданом року од шест мјесеци, но да ће на крају ипак бити проведена.
Потпредсједник Републике Српске Рамиз Салкић рекао је да се одлука мора провести те да она значи побједу правде и сатисфакцију несрпском становништву у Републици Српској. Салкић је изјавио да „исто тако како су испоштовали Одлуку о конститутивности народа, промјени химне, називу градова и општина и ова одлука ће се провести прије или касније”.

#### Хрватска реакција
Хрватска страна није имала битнијих реакција на одлуку Уставног суда БиХ, док је хрватски члан Предсједништва БиХ и лидер ХДЗ-а БиХ Драган Човић одбијао давати било какве изјаве. Човић се, међутим, појавио на прослави Дана Републике 9. јануара 2016. године у Бањој Луци.

### Покушај доношења Закона о Уставном суду БиХ
Српски представници у Представничком дому ПС БиХ су у складу са Заједничком изјавом српских лидера из новембра 2015. године, упутили Приједлог закона о Уставном суду БиХ у законодавну процедуру, а у којем се предвиђа замјена страних судија домаћим. Поред овога, направљен је и Приједлог о измјенама Кривичног закона БиХ, у којем се предвиђа брисање одредбе за правно санкционисање због неизвршавања одлука Уставног суда БиХ.
Уставноправна комисија Представничког дома ПС БиХ у фебруару 2016. године оцијенила је да је Приједлог усклађен са Уставом и правним системом, но није подржала његове принципе због противљења бошњачких и хрватских представника који су га раније разматрали. Бариша Чолак, допредсједавајући Представничког дома ПС БиХ и члан ХДЗ-а БиХ, прокоментарисао је да је „сазрило вријеме да стране судије у Уставном суду коначно уступе мјесто домаћим”, но навео је да нека рјешења у Приједлогу нису у складу са Уставом. Комисија је у оба читања одбацила Приједлог; међутим, усвојен је закључак да се формира радна група која би требало да ради на овом питању. Српски представници су 27. маја 2016. године покренули поступак за поновно разматрање.
Представници СНСД-а и СДС-а поново су упутили приједлоге Уставноправној комисији 26. априла 2016. године; Уставноправна комисија је поновно оборила приједлоге гласовима бошњачких представника, док су хрватски представници били одсутни.
Поновно читање пред Уставноправном комисијом одржано је 14. јуна 2016. године. Средоје Новић из СНСД-а поновио је да постоји уставни основ за оба приједлога и основ за прихватање њихових принципа. Српски посланици упутили су идентичне приједлоге Уставноправној комисији. Чолак је поново изразио потребу за доношењем Закона о Уставном суду и замјеном страних судија домаћим, те је изјавио како приједлози имају уставну основу. Халид Гењац из СДА и предсједавајући Комисије, рекао је како Приједлог закона о Уставном суду има уставни основ, али да га нема Приједлог закона о измјени Кривичног закона.
Комисија је гласала одвојено о уставним основима и усаглашености са правним системом. Српски и хрватски представници гласали су да приједлози имају уставни основ, док су бошњачки гласали супротно. Код гласања о усаглашености са правним системом, само су српски посланици гласали да су приједлози усаглашени. Након два негативна мишљења, Комисија је обуставила законску процедуру.
Два дана послије, Дом народа ПС БиХ није подржао приједлоге. Негативно мишљење Уставноправне комисије Представничког дома ПС БиХ подржали су бошњачки и хрватски делегати, изузев Марија Караматића који је гласао против. Делегати такође нису подржали ни Приједлог закона о измјени Кривичног закона.

## Референдум
Народна скупштина Републике Српске донијела је одлуку о расписивању референдума о 9. јануару као Дану Републике, а за дан одржавања референдума одредила је 25. септембар 2016. године. Одлука је донесена са 63 гласа „за”. Приједлог одлуке поднијели су клубови посланика СНСД-а, СДС-а и СРС-а, ДНС-а, ПДП-а, НДП-а и СДС-а К.
Референдумско питање је било: „Да ли подржавате да се 9. јануар обиљежава и слави као Дан Републике Српске?”

### Реакције на расписивање референдума

#### ОХР и страни фактор
Из Уреда високог представника у БиХ (ОХР), Валентина Инцка, речено је да су „одлуке Уставног суда БиХ ’коначне и обавезујуће’”. Додато је да се одлуке Уставног суда не могу поништити на референдуму нити да такав поступак може утицати на обавезу органа власти да проведу судску одлуку. ОХР је позвао власти Републике Српске да поштују „основне темеље Мировног споразума” и да „оставе [овај] референдум по страни” те „покушају пронаћи рјешење за ово питање у складу са законом”.
Дан послије, замјеник високог представника Брус Бертон дао је нешто оштрију изјаву, окарактерисавши референдум као „кршење Дејтонског споразума” уз напомену да је међународна заједница спремна реаговати. Додао је да су све опције отворене у смислу мандата високог представника.
Амбасада Сједињених Америчких Држава у Сарајеву поручила је како референдум „није у интересу грађана Републике Српске”, те да референдуму сличне активности „представљају пријетњу безбједности, стабилности и просперитету БиХ”.
Амбасада Уједињеног Краљевства у Сарајеву истакла је забринутост „јер је [то] референдум о питању на које је Уставни суд БиХ, највиша судска инстанца у БиХ, већ одговорио у јасној одлуци”.
Амбасада Русије у Сарајеву поручила је како Република Српска има право на референдум који је у складу са законом. Амбасадор Петар Иванцов изјавио је да Амбасада Русије не сматра да је „жеља једног народа да изрази своју вољу, по питању које он сматра од великог значаја, ван закона”.

#### Бошњачка реакција
Бакир Изетбеговић коментарисао је да би проведба референдума представљала „најозбиљнији ударац Дејтонском споразуму”, те је позвао међународну заједницу да реагује. Изетбеговић је референдум окарактерисао као „пробни балон” за референдум о отцјепљењу Републике Српске од Босне и Херцеговине који је најављен за 2018. годину, што је предсједник РС Милорад Додик демантовао.
Изетбеговић је послао писмо амбасадорима Управног одбора Савјета за имплементацију мира (ПИК) и високом представнику за БиХ Валентину Инцку. Провођење референдума у писму је окарактерисао као „активно, отворено и агресивно одбацивање како Одлуке Уставног суда Босне и Херцеговине број U-3/13, тако и темељног правног принципа да се одлуке судова морају поштовати и проводити”. Потез Републике Српске је описао као „антидејтонски, антиуставни и антидржавни правни и политички преседан” чија се „основа за угрожавање политичке будућности БиХ неће [се] моћи неутрализовати”. Критиковао је пасивност међународних институција за које каже да „охрабрују снаге деструкције које покушавају да сруше Дејтонски мировни споразум и мир у БиХ”.
Представник у Представничком дому ПС БиХ и члан СДА Садик Ахметовић, реаговао је позивањем на одржавање референдума у Општини Сребреница о издвајању ове босанскохерцеговачке општине из Републике Српске. Ахметовић је изјавио како нема друге алтернативе јер ОХР неће да реагује против одлуке Народне скупштине РС. Начелник сребреничке општине Ћамил Дураковић истакао је да сребренички референдум не би био антидејтонски јер „општине имају право на референдуме за питања локалних заједница”.

#### Хрватска реакција
Драган Човић коментарисао је да „свака општина има свој дан који обиљежава и до њега је дошла кроз своје институције”, те да зато не види разлог „зашто би то неко оспоравао и РС у вези са Даном Републике”. Но, додао је да одлуке Уставног суда БиХ треба поштовати. Додао је да то, међутим, „ни на који начин не умањује могућност да се РС изјашњава о свим питањима од интереса за РС”.
Човић је изјавио како сматра да је ванредни састанак Савјета за имплементацију мира (ПИК) ради референдума о Дану Републике беспотребан и да би било „непримјерено да опет тим фингирањем политичког Сарајева врше притиске када то одговара политичком Сарајеву”.
Након одржаног састанка са дипломатама у БиХ 23. августа 2016. године, Човић је изјавио како је његово мишљење да неће доћи до забране референдума од стране страног фактора.